# 拉貝河畔烏斯季動物園

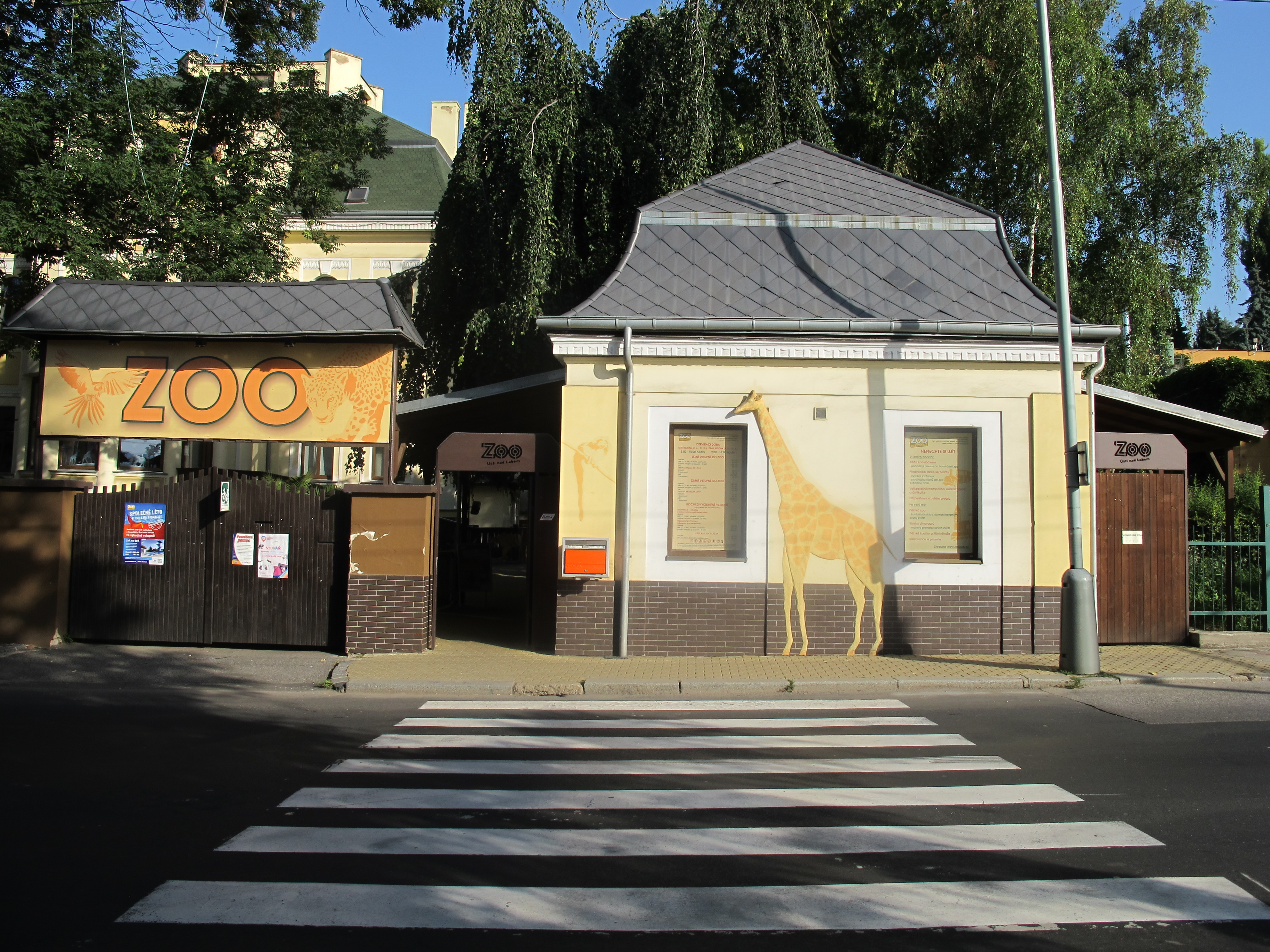
拉貝河畔烏斯季動物園入口處

拉貝河畔烏斯季動物園（捷克語：Zoologická zahrada Ústí nad Labem）是位於捷克拉貝河畔烏斯季的動物園，成立於1908年，佔地26公頃。園內擁有240種約1,500隻動物，其中許多是在歐洲育種計劃的框架下進行的。

## 外部連結
- 官方网站